# シャビエル・フェルナンデス
シャビエル・フェルナンデス・ガスタニャガ（Xabier Fernández Gaztañaga, 1976年10月19日 - ）は、スペイン・ギプスコア県出身のセーリング競技選手。

## 経歴
イケル・マルティネスとともに、2004年のアテネオリンピックセーリング競技49er級で金メダルを獲得した。同じペアで臨んだ2008年の北京オリンピックセーリング競技49er級では銀メダルを獲得した。

## 成績
2001年
- セーリング世界選手権イタリア・マルチェージネ大会 – 2位
- ヨーロッパ選手権フランス・ブレスト大会 – 2位

2002年
- セーリング世界選手権アメリカ合衆国・カネオヘ大会 – 1位
- ヨーロッパ選手権ノルウェー・グリムスタ大会 – 1位

2003年
- ヨーロッパ選手権スペイン・ラレード大会 – 3位

2004年
- アテネオリンピックセーリング競技49er級 – 金メダル
- セーリング世界選手権ギリシャ・アテネ大会 – 1位

2006年
- ヨーロッパ選手権イギリス・ウェイマス大会 – 3位

2007年
- ヨーロッパ選手権イタリア・マルサーラ大会 – 1位

2008年
- ヨーロッパ選手権スペイン・サレナ大会 – 1位
- 北京オリンピックセーリング競技49er級 – 銀メダル

2010年
- セーリング世界選手権バハマ・バハマ大会 – 1位